# アポロAS-202

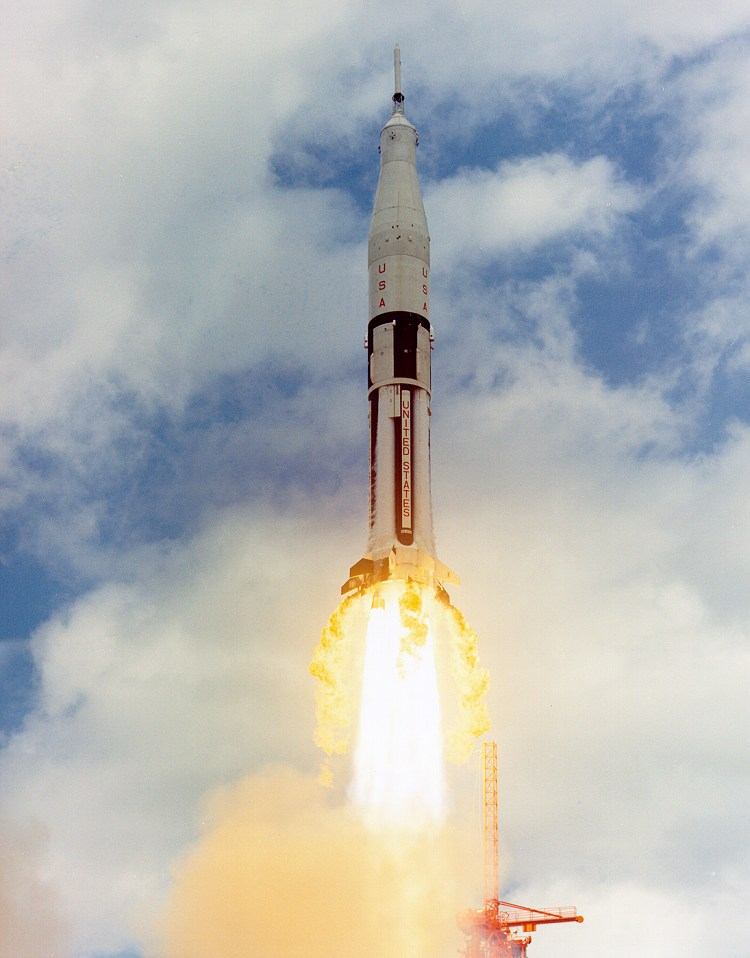
AS-202の発射

アポロAS-202はアメリカ合衆国のアポロ計画において、三度目に行われたサターンIB 型ロケットの発射実験である。非公式にはアポロ3号と呼ばれることもある。

## 目的
AS-202はサターンIB 型ロケットの3回目の試験飛行であり、司令船を前回のAS-201よりもさらに高高度から大気圏に再突入させ、熱遮蔽板に1平方メートルあたり260MJもの圧力をかけ、耐久性を試験するという目的を持っていた。またこの実験では、機械船のエンジンを4回に分けて噴射した。燃料電池も今回のフライトで初めて使用された。

## 飛行
サターンIB の最後の試験飛行となるAS-202は1966年8月25日17:15:32（UTC）、ケネディ宇宙センター34番発射台から打ち上げられた。第一段ロケットは2分半燃焼し、高度56km、発射台からの距離56kmの地点まで上昇した。第二段ロケットは7分半燃焼し、宇宙船を高度216kmの弾道軌道に乗せた。
その後、機械船はプログラムどおり4回に分けて主エンジンを噴射した。1回目は第二段を切り離してから2秒後で、3分35秒間にわたって行われ、それによって宇宙船は高度1,128.6kmにまで到達した。25秒間のインターバルを置き、2回目の噴射が1分28秒間行われた。さらに急速な点火能力を試験するために、3秒間の噴射が10秒のインターバルを置いて2回行われた。
司令船は秒速8,900mで大気圏に再突入した。最初は高度122,000mから66,000mまで一気に降下し、そこでいったん大気の層にはね返され、高度81,000mまで再上昇した。この運動により、速度は秒速7,600mにまで減少した。その後は徐々に速度を落とし、高度7,250mでパラシュートが展開した。着水点は予定よりも370kmもずれたため、航空母艦ホーネット（USS Hornet）が回収に来るまで8時間半もかかってしまった。
なお、この時使用された司令船は、現在はカリフォルニア州アラメダの博物館に展示されている。